# DIAMOND FIREBALL
「DIAMOND FIREBALL」（ダイヤモンド・ファイヤーボール）は、日本のロックバンド・Hundred Percent Freeの2作目の配信限定シングル。

## 概要
- 前作「Emotional∞TANK!!」から2ヶ月ぶり、ミニアルバム『Hundred Percent Free』からのリカットシングル。初のノンタイアップシングルでもある。
- ZAZZYから発売され、CDジャケットに100%Free名義が使用された最後の作品。
- ZIP-FM『FIND OUT』の2008年9月度激押しトラックに選出された[1]。

## 収録曲
1. DIAMOND FIREBALL [4:18]
作詞：Tack、Ko-KI
作曲：SIG
編曲：Hundred Percent Free

## 参加ミュージシャン
- Hundred Percent Free
  - Tack：Vocal & MC
  - Ko-KI：Vocal & MC
  - SIG：Guitar
  - MK-II：Bass
  - KAZ：Drums
  - B-BURG：DJ

## 収録アルバム
- Hundred Percent Free
- 百年物語〜The Complete Best〜